# Un lugar en el campo
Un lugar en el campo (título original: A Weekend in the Country) es un telefilme estadounidense de comedia y romance de 1996, dirigido por Martin Bergman, que a su vez lo escribió junto a Rita Rudner, musicalizado por Patrick Williams, en la fotografía estuvo Roger Lanser y los protagonistas son Rita Rudner, Richard Lewis y Betty White, entre otros. Este largometraje fue producido por 3 Arts Entertainment y Rysher Entertainment; se estrenó el 12 de junio de 1996.

## Sinopsis
Seis personas comparten un fin de semana en el campo. En el grupo hay exparejas, van a suceder nuevos romances y algunos van a tener su última chance.